# Daphnia longiremis
Daphnia (Daphnia) longiremis G. O Sars, 1861 – gatunek wioślarki z rodzaju Daphnia i podrodzaju Daphnia s. str., należący do rodziny Daphniidae.

## Opis
Daphnia longiremis (brak nazwy polskiej). Skorupka jest szklista. Męskie osobniki sięgają rozmiarów 1,4-1,7 mm, natomiast żeńskie 0,5-2,4 mm.
Występuje w dużych głębokich jeziorach, podczas lata w głębszych warstwach wody, występuje też w stawach. Samce pojawiają się rzadko.